# Назар Марія Іванівна
Марія Іванівна Назар (нар. 31 січня 1956, с. Доброводи, Тернопільська область) — український поет, педагог, краєзнавець, публіцист. Учитель-методист (1995). Член Національної спілки письменників (2013) та журналістів України (2009).

## Життєпис
Марія Назар народилася 31 січня 1956 року в селі Доброводах, нині Збаразької громади Тернопільського району Тернопільської области України.
Закінчила Кам'янець-Подільський педагогічний інститут (1979). У рідному селі — учитель української мови та літератури в загальноосвітній школі (1979—1998), технічному ліцеї (1998—2018), від 2018 — у відділенні Малої академії наук України.

## Доробок
Від 1970-х років вірші Марії Назар друкуються в журналі «Тернопіль», газетах «Вільне життя», «Західна Україна», літетурно-мистецьких альманахах «Курінь», «Рушник», «Подільська толока», «Літературна Збаражчина», «Освітянська скриня».
Автор:
- збірок поезій
  - «Автографи одкровення» (2002),
  - «Франкові зерна» (2006),
  - «Підкова світла» (2007),
  - «Думки без абзаців» (2008),
  - «У плесі тиші» (2011),
  - «І вічний сад...» (2014),
  - «У долонях неба» (2016),
  - «Клавіатура слова» (2018),
  - «Руслослів'я» (2020)[1],
  - «Єрусалимськими стезями» (2021)[2][3],
  - «Три вінки сонетів» (2022, присвячена Тарасові Шевченку, Іванові Франку та Лесі Українці)[4][5],
  - «На струнах глосарію» (2023)[6],
  - «Доторки» (2024)[7].

- літературознавчих нарисів
  - «Слово про Бориса Харчука» (1991),
  - «Кольористика лірики Ярослава Павуляка»,
  - «Слово про Осипа Роздольського» (2004),
  - «Штрихи до творчості Оксани Лятуринської» (2013),
  - «І слово незнищенне оживе» (2014).

- краєзнавчих досліджень
  - «Добриводи» (1997),
  - «Село Добриводи у пам'ятниках» (2008),
  - «Літа в цвіту» (2013),
  - «У Доброводи повернувсь».

## Нагороди
- Тернопільська обласна премія імені Богдана Лепкого (2021)[8],
- Тернопільська обласна літературна премія імені Ярослава Павуляка (2020)[9],
- відмінник народної освіти УРСР (1982), освіти України (2006), нагрудний знак «Василь Сухомлинський» (2007)[10],
- медаль «Почесна відзнака НСЖУ» (2023)[11].